# Test della falsa credenza
Il test della falsa credenza (false belief task) è stato approntato nel 1983 da Joseph Perner e Heinz Wimmer: la sua formulazione più famosa è nota anche come Sally-Anne test.
Serve a verificare lo sviluppo della capacità metarappresentazionale negli esseri umani, ovvero lo sviluppo di una teoria della mente.
È costruito in modo da testare la capacità dei bambini di attribuire un convincimento alla mente di altre persone. Il nodo cruciale consiste nel ruolo giocato dall'attribuzione di una credenza falsa: infatti, prevedere il comportamento di un altro individuo, fondandosi su di una credenza che il bambino sa essere falsa, costituisce la prova che non sta banalmente proiettando la sua opinione della realtà sull'altro soggetto.
Ciò significa che il protagonista del test identifica quel particolare comportamento e lo considera "causalmente determinato" da uno stato mentale "intenzionale" dell'altra persona.
Questo stato mentale, che coincide con la falsa credenza, esiste solo nella mente dell'altra persona e non in quella del bambino, che pertanto è in grado di distinguerla ed attribuirla scientemente al prossimo.

## Svolgimento del test
Il test si svolge sotto forma di gioco in cui ai soggetti vengono presentate due bambole: una, Sally, porta un cestino e l'altra, Anne, ha una scatola. Si mette poi in scena un gioco di finzione, in cui Sally esce a passeggio dopo aver messo una biglia nel proprio cestino e averlo coperto con un panno.
Intanto Anne prende la biglia dal cestino e la nasconde nella propria scatola. A questo punto Sally torna con l'intenzione di giocare con la biglia e l'esaminatore chiede al bambino dove avrebbe guardato Sally per prendere la biglia.
Per poter superare il test il bambino deve comprendere che Sally andrà a cercare la biglia dove lei stessa crede che la biglia sia posta, e che crede che la biglia si trovi ancora dove l'ha lasciata ovvero nel cesto. Deve capire che, in quella particolare situazione riprodotta, Sally non ha alcun modo di vedere che cosa è successo, per questo motivo Sally si è formata una rappresentazione scorretta della realtà, una credenza falsa.
Il bambino rispondendo correttamente deve assumere la posizione dell'altro e perciò sospendere momentaneamente la propria percezione delle cose, per  rappresentare il contenuto della sua mente, cioè una credenza falsa rispetto alla realtà, così da riuscire a prevedere cosa farà l'altro proprio sulla base della sua falsa credenza.
I bambini fino ai tre anni danno sistematicamente la risposta sbagliata, perciò diranno che Sally cercherà la biglia dove davvero ora si trova, nella scatola. A 3 anni e mezzo iniziano alcuni bambini a dare  la risposta esatta, dai 4 anni in poi la risposta corretta diventa prevalente. Gli psicologi dello sviluppo ritengono che dopo i 4 anni inizino a sviluppare una conoscenza tacita del comportamento altrui come determinato da stati mentali interni, questa capacità è stata nominata teoria della mente. Uno dei motivi per il quale è stato ritenuto che la capacità di superare il test della falsa credenza identifichi una capacità cognitiva specifica, ovvero la teoria della mente, è  quello di aver riscontrato una grande difficoltà o un netto ritardo da parte dei bambini affetti da autismo.